# Emanuel Torres
Emanuel Torres (Santo Tomé, Provincia de Santa Fe, Argentina; 16 de enero de 1983) es un futbolista argentino. Juega como delantero y su primer equipo fue Unión de Santa Fe. 
Jugó también en Independiente Rivadavia, Libertad de Sunchales, 9 de Julio de Morteros, Boca Río Gallegos, Atlético Paraná, Atlético Pilar y Libertad de San Jerónimo Norte. Actualmente milita en Universidad Nacional del Litoral de la Liga Santafesina.
Es muy recordado por los hinchas de Unión de Santa Fe por ser el autor del gol en la victoria 1-0 ante El Porvenir que le permitió al Tatengue evitar el descenso directo a la Primera B Metropolitana.

## Clubes
| Club                             | País      | Año       |
| -------------------------------- | --------- | --------- |
| Unión de Santa Fe                | Argentina | 2003-2006 |
| Independiente Rivadavia          | Argentina | 2007-2008 |
| Libertad de Sunchales            | Argentina | 2008-2010 |
| Santa Fe FC                      | Argentina | 2010      |
| 9 de Julio de Morteros           | Argentina | 2011      |
| Boca Río Gallegos                | Argentina | 2011-2012 |
| Atlético Paraná                  | Argentina | 2012-2013 |
| Atlético Pilar                   | Argentina | 2015      |
| Libertad de San Jerónimo Norte   | Argentina | 2016      |
| Universidad Nacional del Litoral | Argentina | 2018-?    |

## Palmarés
| Título             | Club                    | País      | Año  |
| ------------------ | ----------------------- | --------- | ---- |
| Torneo Argentino A | Independiente Rivadavia | Argentina | 2007 |